# Cal Fontanals (Sant Cugat Sesgarrigues)
Cal Fontanals és una obra de Sant Cugat Sesgarrigues (Alt Penedès) inclosa a l'Inventari del Patrimoni Arquitectònic de Catalunya.

## Descripció
És una casa de planta baixa, pis i golfes, de planta quadrangular i coberta a dues vessants, amb el carener paral·lel a la façana. Totes les obertures presenten destacats i treballats amb pedra els elements que les estructuren. La planta baixa compta amb la porta d'entrada, d'arc de mig punt adovellat, una finestra gran i una de petita, ambdues allindades. El primer pis presenta dues finestres petites i una de grans dimensions, totes elles amb llinda, ampit i brancals fets amb carreus. Les golfes tenen dues finestres petites d'arc de mig punt adovellat i fet amb maó. La façana és totalment arrebossada, deixant a la vista els elements estructurals de les obertures.

## Història
Sembla que a l'interior es conserven algunes restes corresponents a la muralla medieval.